# David Treen
David Conner Treen, Sr., conhecido como Dave Treen (16 de julho de 1928 - 29 de outubro de 2009) foi um advogado e político de Mandeville, Paróquia de St. Tammany, na Luisiana. Foi o primeiro governador republicano do estado da Luisiana desde a época da Reconstrução. Também foi ele o primeiro republicano nos tempos modernos a ter servido na Câmara dos Representantes do seu estado.
Com a vitória estreita nas eleições para governador-geral realizadas no outono de 1979, serviu como governador no período 1980-1984. Ele perdeu a sua candidatura à reeleição em 1983 para o seu rival de longa data, o democrata Edwin Edwards. Serviu no Congresso no período 1973-1980.
Treen cresceu como um democrata, mas se tornou republicano em 1962, quando havia apenas cerca de dez mil republicanos registrados no estado. Como a morte de Treen em 2009, apenas poucos dos republicanos que vivem na Luisiana tinham excedido a sua duração de mandatos no Partido Republicano.